# Natalia Kukulska (album)
Natalia Kukulska – ósmy studyjny album polskiej piosenkarki Natalii Kukulskiej wydany 20 października 2003 roku.

## Lista utworów
Opracowano na podstawie materiału źródłowego.
| #  | Tytuł                                       | Muzyka                            | Słowa                         | Produkcja                              | Czas |
| -- | ------------------------------------------- | --------------------------------- | ----------------------------- | -------------------------------------- | ---- |
| 1  | "Intro"                                     | BarteQ, Maru$                     | Natalia Kukulska              | Sisquad                                | 0:57 |
| 2  | "Kamienie"                                  | Ryszard Sygitowicz                | Ryszard Kunce                 | Natalia Kukulska                       | 3:38 |
| 3  | "I Wanna Know"                              | Natalia Kukulska, Scott Parker    | Natalia Kukulska              | Natalia Kukulska                       | 4:14 |
| 4  | "Intuicja"                                  | Piotr Siejka                      | Ryszard Kunce                 | Piotr Siejka, Natalia Kukulska         | 4:00 |
| 5  | "Taniec dla bezsennych"                     | Jarosław Kukulski                 | Ryszard Kunce                 | Marcin Pospieszalski, Natalia Kukulska | 3:35 |
| 6  | "Nie dam się prosić"                        | Piotr Siejka                      | Natalia Kukulska              | Piotr Siejka, Natalia Kukulska         | 4:16 |
| 7  | "Nie widzę, nie słyszę"                     | Natalia Kukulska, Scott Parker    | Ryszard Kunce                 | Michał Grymuza, Natalia Kukulska       | 3:58 |
| 8  | "Nikt nie będzie żył za ciebie"             | Natalia Kukulska, Wojtek Olszak   | Ryszard Kunce                 | Natalia Kukulska                       | 3:46 |
| 9  | "Z rąk do rąk"                              | Małgorzata Rutkowska              | Ryszard Kunce                 | Michał Grymuza                         | 4:14 |
| 10 | "Nasze dotknięcia"                          | Piotr Siejka                      | Ryszard Kunce                 | Piotr Siejka, Natalia Kukulska         | 4:26 |
| 11 | "Czekam na ciebie"                          | Natalia Kukulska, Michał Dąbrówka | Ryszard Kunce                 | Michał Dąbrówka, Natalia Kukulska      | 4:09 |
| 12 | "Never Loved"                               | Ania Szarmach                     | Natalia Kukulska              | Natalia Kukulska                       | 4:48 |
| 13 | "Perfect Harmony"                           | Piotr Siejka                      | Natalia Kukulska, Paweł Rosak | Piotr Siejka, Natalia Kukulska         | 3:34 |
| 14 | "Even"                                      | Piotr Siejka                      | Paweł Rosak                   | Piotr Siejka, Natalia Kukulska         | 4:38 |
| 15 | "Jestem gotowa"                             | Jarosław Kukulski                 | Ryszard Kunce                 | Piotr Siejka, Natalia Kukulska         | 4:30 |
| 16 | "Decymy"                                    | Natalia Kukulska, Michał Dąbrówka | Ryszard Kunce                 | Michał Dąbrówka, Natalia Kukulska      | 3:56 |
| 17 | "Kamienie (Wielkie Joł remix)" (feat. Tede) | BarteQ, Maru$, Ryszard Sygitowicz | Ryszard Kunce, Tede, BarteQ   | Natalia Kukulska                       | 3:32 |

## Twórcy
Opracowano na podstawie materiału źródłowego.

- Natalia Kukulska – wokal prowadzący, wokal wspierający
- Bartek "BarteQ" Królik – wokal, wokal wspierający, gitara basowa
- Marek "Maru$" Piotrowski – instrumenty klawiszowe, programowanie
- Marcin "U1" Ułanowski – perkusja
- Marek Napiórkowski – gitara
- Ryszard Sygitowicz – gitara
- Michał Grymuza – gitara, instrumenty klawiszowe
- Grzegorz Jabłoński – instrumenty klawiszowe
- Wojtek Olszak – instrumenty klawiszowe
- Piotr Siejka – instrumenty klawiszowe
- Wojciech Karolak – organy hammonda
- Piotr Żaczek – gitara basowa
- Michał Dąbrówka – perkusja, instrumenty klawiszowe
- Leszek Kamiński – realizacja dźwięku
- Anna Szarmach – wokal wspierający
- Krzysztof Herdzin – fortepian
- Hanna Turonek – flet
- Marcin Pospieszalski – kontrabas

- Orkiestra smyczkowa: Krzysztof Bzówka, Patrycja Jopek, Igor Kabalewski, Dariusz Kisielinski, Józef Kolinek,
Jerzy Muranty, Magdalena Specjal, Jerzy Wolochowicz, Adam Zarzycki, Agnieszka Zdebska

## Pozycje na listach
| Lista | Kraj   | Pozycja |
| OLiS  | Polska | 5       |